# Records de république démocratique du Congo d'athlétisme
Les records de la république démocratique du Congo d'athlétisme sont les meilleures performances réalisées par des athlètes congolais et homologuées par la Fédération d'athlétisme du Congo (FAC).

## Plein air

### Hommes
| Épreuve              | Record | Athlète                                                                                        | Date              | Compétition                     | Lieu                 | Réf.  |
| -------------------- | --- | ---------------------------------------------------------------------------------------------- | ----------------- | ------------------------------- | -------------------- | ----- |
| 100 m                | 10 s 28 (+1,7 m/s) | Oliver Mwimba                                                                                  | 6 mars 2021       |                                 | Sasolburg            | [ 1 ] |
| 200 m                | 20 s 40 (+0,2 m/s) | Gary Kikaya                                                                                    | 12 juin 2006      |                                 | Karlskrona           |       |
| 400 m                | 44 s 10 | Gary Kikaya                                                                                    | 9 septembre 2006  | Finale mondiale de l'IAAF       | Stuttgart            |       |
| 800 m                | 1 min 50 s 39 | Patrick Tambwé                                                                                 | 4 juillet 2001    |                                 | Saint-Maur           |       |
| 1 500 m              | 3 min 42 s 02 | Patrick Tambwé                                                                                 | 5 juillet 2001    |                                 | Reims                |       |
| 3 000 m              | 7 min 57 s 52 | Patrick Tambwé                                                                                 | 11 juin 2002      |                                 | Sotteville-lès-Rouen |       |
| 5 000 m              | 13 min 49 s 69 | Patrick Tambwé                                                                                 | 12 juillet 2001   |                                 | Sotteville-lès-Rouen |       |
| 10 000 m             | 28 min 57 s 28 | Danny Kassap                                                                                   | 9 juillet 2003    |                                 | Hamilton             |       |
| Semi-marathon        | 1 h 03 min 27 s | Patrick Tambwé                                                                                 | 17 octobre 2004   |                                 | Reims                |       |
| Marathon             | 2 h 8 min 40 s | Willy Kalombo Mwenze                                                                           | 4 avril 1999      | Marathon de Paris               | Paris                |       |
| 110 m haies          | 13 s 95 (+1,0 m/s) | Tino Ngoy                                                                                      | 31 mai 2002       |                                 | Saint-Étienne        |       |
| 400 m haies          | 54 s 55 | Tino Ngoy                                                                                      | 22 avril 2005     |                                 | Ypsilanti            |       |
| 3 000 m steeple      | 8 min 41 s 92 | Patrick Tambwé                                                                                 | 29 juillet 2001   |                                 | Obernai              |       |
| Saut en hauteur      | 2,16 m | Dieudonné Opota                                                                                | 18 juillet 1998   |                                 | Pampelune            |       |
| Saut à la perche     | 4,35 m | Florent Lomba                                                                                  | 1er mars 2015     |                                 | Réduit               |       |
| Saut en longueur     | 7,64 m | Djéké Mambo (nl)                                                                               | 31 août 1997      |                                 | Heusden              |       |
| Saut en longueur     | 7,64 m (+1,1 m/s) | Jean Kamanda-Mbuyi                                                                             | 9 juin 2006       |                                 | Pierre-Bénite        |       |
| Triple saut          | 16,21 m | Djéké Mambo (nl)                                                                               | 17 mai 1997       |                                 | Boulogne-Billancourt |       |
| Lancer du poids      | 15,05 m | Kaoto                                                                                          | 5 juin 1976       |                                 | Kisangani            |       |
| Lancer du disque     | 44,84 m | Honoré Tunda                                                                                   | 15 septembre 1960 |                                 | Kinshasa             |       |
| Lancer du marteau    | 29,58 m | Noah Kalombo Baleka                                                                            | 4 mai 2019        | Interclubs Régionaux - 1er tour | Tours                | [ 3 ] |
| Lancer du javelot    | 60,76 m | Otanda Kinimalebo                                                                              | 23 juin 1996      |                                 | Kinshasa             |       |
| Décathlon            | 7 157 pts | Florent Lomba                                                                                  | 12-13 juin 2015   | TNT Express Meeting             | Kladno               | [ 4 ] |
| Décathlon            | 11 s 46 (-1,4 m/s) (100 m), 7,04 m (+0,2 m/s) (longueur), 12,63 m (poids), 1,99 m (hauteur)49 s 80 (400 m) / 14 s 65 (-1,7 m/s) (110 m haies), 38,55 m (disque), 4,05 m (perche), 47,96 m (javelot), 4 min 54 s 09 (1 500 m) |                                                                                                |                   |                                 |                      |       |
| 20 km marche (route) | 1 h 38 min 35 s | Harouna Loleko Mboyo                                                                           | 14 septembre 2015 | Jeux africains                  | Brazzaville          | [ 5 ] |
| 50 km marche (route) | |                                                                                                |                   |                                 |                      |       |
| 4 × 100 m            | 40 s 24 | Équipe nationale Oliver Mwimba Patrice Esele Sasa Mardochée Kanyinda Dominique Lasconi Mulamba | 19 mars 2024      | Jeux africains                  | Accra                |       |
| 4 × 400 m            | 3 min 20 s 4 | Équipe nationale                                                                               | 15 août 2000      |                                 | Kinshasa             |       |

### Femmes
| Épreuve              | Record | Athlète                                                       | Date             | Compétition                                                | Lieu                | Réf.   |
| -------------------- | --- | ------------------------------------------------------------- | ---------------- | ---------------------------------------------------------- | ------------------- | ------ |
| 100 m                | 11 s 86 (+0,9 m/s) | Cynthia Maduangele Bolingo                                    | 21 mai 2011      | Championnats de Belgique Francophone                       | Herve               | [ 6 ]  |
| 200 m                | 24 s 26 (-0,9 m/s) | Cynthia Maduangele Bolingo                                    | 4 juin 2011      |                                                            | Oordegem            |        |
| 400 m                | 54 s 88 | Maria Bangala                                                 | 30 avril 2022    | Music City Challenge                                       | Nashville           | [ 7 ]  |
| 800 m                | 2 min 06 s 17 | Noëlly Bibiche Mankatu                                        | 23 juillet 2004  |                                                            | Saint-Denis         |        |
| 1 500 m              | 4 min 30 s 56 | Francine Nzilampa                                             | 18 août 2009     | Championnats du monde                                      | Berlin              | [ 8 ]  |
| 3 000 m              | 10 min 13 s 84 | Francine Nzilampa                                             | 13 juillet 2001  |                                                            | Dreux               |        |
| 5 000 m              | 16 min 32 s 2 | Ritha Tumaïni Nzabava                                         | 28 mai 2017      |                                                            | Kigali              |        |
| 10 000 m             | 37 min 39 s 9 | Kungu Bakombo                                                 | 10 avril 1993    |                                                            | Angoulême           |        |
| Semi-marathon        | 1 h 18 min 06 s | Ritha Tumaini Nzabava                                         | 4 août 2023      | Jeux de la Francophonie                                    | Kinshasa            | [ 9 ]  |
| Marathon             | 3 h 11 min 14 s | Ritha Tumaini Nzabava                                         | 16 juin 2019     | Kigali Peace Marathon                                      | Kigali              | [ 10 ] |
| 100 m haies          | 13 s 97 | Cynthia Maduangele Bolingo                                    | 21 mai 2011      | Championnats de Belgique Francophone                       | Herve               |        |
| 400 m haies          | 67 s 38 | Clarisse Léma                                                 | 6 mai 2018       | Championnat de France des Clubs - 1er tour - I-F - Poule A | Antony              | [ 11 ] |
| 3 000 m steeple      | 12 min 11 s 53 | Clarisse Asifiwe Nzabava                                      | 4 août 2023      | Jeux de la Francophonie                                    | Kinshasa            | [ 12 ] |
| Saut en hauteur      | 1,68 m | Mimi Mwema                                                    | 18 mai 1985      |                                                            | Wetzlar             |        |
| Saut à la perche     | 2,52 m | Prisca Kizito                                                 | 28 juin 2014     |                                                            | Huizingen           |        |
| Saut en longueur     | 5,88 m (-1,0 m/s) | Carine Kanda                                                  | 13 juillet 1996  | Championnats de France des jeunes                          | Vénissieux          | [ 13 ] |
| Triple saut          | 12,99 m (+1,5 m/s) | Carine Kanda                                                  | 14 juillet 1996  | Championnats de France des jeunes                          | Vénissieux          |        |
| Lancer du poids      | 12,99 m | Amandine Kandi Masakidi                                       | 24 juin 2011     |                                                            | Aix-les-Bains       |        |
| Lancer du disque     | 53,85 m | Yelena Mokoka                                                 | 2 août 2023      | Jeux de la Francophonie                                    | Kinshasa            | [ 14 ] |
| Lancer du marteau    | 31,62 m | Bintou Kitoko                                                 | 21 juin 1994     |                                                            | Montreuil-sous-Bois |        |
| Lancer du javelot    | 39,56 m | Rosie Mulambavu                                               | 6 septembre 2022 | Sarpcco games                                              | Dar-es-Salaam       | [ 15 ] |
| Heptathlon           | 4 183 pts | Jeanine Mawit                                                 | 12–13 mai 1990   |                                                            | Orange              |        |
| Heptathlon           | 14 s 9 (100 m haies), 1,39 m (hauteur), 10,30 m (poids), 26 s 8 (200 m) / 5,15 m (longueur), 29,66 m (javelot), 2 min 43 s 8 (800 m) |                                                               |                  |                                                            |                     |        |
| 20 km marche (route) | 2 h 4 min 54 s | Gracia Ladisa                                                 | 4 août 2023      | Jeux de la Francophonie                                    | Kinshasa            |        |
| 4 × 100 m            | 51 s 23 | Équipe nationale                                              | 19 juin 2010     | Championnats d'Afrique centrale juniors                    | Brazzaville         | [ 16 ] |
| 4 × 400 m            | 4 min 01 s 72 | Équipe nationale Malonga Ilunga Patience Boyibala Dikivakuaku | 20 juin 2010     | Championnats d'Afrique centrale juniors                    | Brazzaville         | [ 16 ] |